# Tarmo Rüütli
Tarmo Rüütli (Viljandi, 11 de agosto de 1954) é um treinador de futebol e ex-futebolista estoniano.
Sua carreira de jogador foi modesta, tendo atuado como meio-campista. Defendeu Norma Tallinn, Pärnu Kalev, Pärnu Kalakombinaat, Kalakombinaat/MEK e Tervis Pärnu, encerrando a carreira aos 40 anos.
Em 1998, tornou-se treinador, e seu primeiro clube na nova função foi o Viljandi Tulevik. Comandou também os dois principais times de seu país (Levadia e Flora), e desde 2008 treina a Seleçao de Futebol da Estônia, em conjunto com o comando técnico do Nõmme United desde 2010.
Seu filho Henri também é futebolista.